# Retour au pays
Retour au pays : Prélude à L'Assassin royal et aux Aventuriers de la mer (titre original : Homecoming) est un roman court de Robin Hobb initialement paru dans l'anthologie Legends II: New Short Stories by the Masters of Modern Fantasy en 2003. Le texte est traduit en français en 2006 par Véronique David-Marescot pour les éditions Pygmalion qui le publie ainsi que d'autres nouvelles dans le deuxième tome de l'anthologie Légendes de la fantasy en janvier 2006. Le même éditeur le publie ensuite seul en mai 2007 dans l'ouvrage Retour au pays. Il constitue un prélude au cycle Les Aventuriers de la mer.

## Résumé
Le texte est un récit à la première personne, et prend la forme d'un journal intime tenu par Dame Carillon Valjine Rochecarre.
Née Valjine, Dame Carillon Valjine Rochecarre est une femme riche, noble et passionnée d'art, embarquée sur un bateau vers une destination inconnue. Elle rédige un journal intime où elle relate la vie à bord et ses sentiments. Progressivement, elle s'aperçoit qu'elle est exilée à la suite de la trahison du gouvernement. Les conditions de vie sont difficiles sur le navire. Au début du voyage, elle se croit supérieure aux autres, puis peu à peu, réalise que les classes sociales ne sont pas à différencier. Le récit est a priori réaliste mais il se déroule dans un cadre spatio-temporel imaginaire : le calendrier est fictif et la destination effrayante (« les Rivages maudits »).
L'écriture à la première personne permet au lecteur de découvrir ce monde inconnu de façon progressive.

## Sources bibliographiques
- Robin Hobb, Retour au pays, Paris, Flammarion, coll. « Étonnants classiques », 2009, dossier réalisé par Patrice Kleff   (ISBN 978-2081209589)